# 191775 Poczobut
191775 Poczobut este o planetă minoră (asteroid) din centura de asteroizi. A fost descoperită pe 12 octombrie 2004 la Molėtų astronomijos observatorija⁠(d) de . 
Obiectul prezintă o orbită caracterizată de o semiaxă mare de 2,7331167491501 UAi, o excentricitate de 0,12965399439818, o înclinație de 8,5192683075555 ° în raport cu ecliptica.